# Eblisia jacobsoni
Eblisia jacobsoni är en skalbaggsart som först beskrevs av Desbordes 1925.  Eblisia jacobsoni ingår i släktet Eblisia och familjen stumpbaggar. Inga underarter finns listade i Catalogue of Life.